# Lysimachia lydgatei
Lysimachia lydgatei är en viveväxtart som beskrevs av Wilhelm B. Hillebrand.
Lysimachia lydgatei ingår i släktet lysingar och familjen viveväxter. Inga underarter finns listade i Catalogue of Life.